# スピン-格子緩和

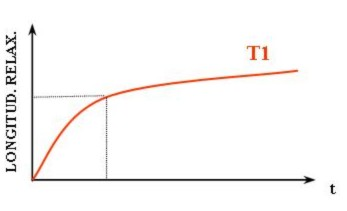
T_{1}緩和曲線

核磁気共鳴（NMR）や核磁気共鳴画像法（MRI）において、スピン-格子緩和（スピン-こうしかんわ、縦緩和、T1緩和）とは、外部磁場のかかった状態で熱平衡状態にあるスピン系に対し、磁場の向きを変えずに大きさを突然変えた場合に磁化に起こる緩和過程である。
電子スピン、あるいは核スピンの集団である磁性体に外部磁場 H0 がはたらいたとき、熱平衡状態ではスピン系は H0 の方向に磁化：
M0 = χH0 （χは磁化率）
を持つ。いま磁場を 0 から突然 H0 にした場合、磁化の H0 方向の成分は熱平衡値に向かって指数関数的に変化する。これをスピン-格子緩和と呼ぶ。外部磁場が最初 H だけかかっていて、磁場の方向は変わらず、その大きさがΔH だけ変化した時も同様である。
一方、磁場の変化ΔH が元の磁場 H に垂直の場合の緩和過程はスピン-スピン緩和と区別される。
縦緩和では外部磁場の外部磁場方向の成分が変化するので、スピン系のゼーマンエネルギーの変化を伴う。従ってこのエネルギー変化は他の自由度すなわち格子系あるいはスピン系内部の他の形のエネルギーに変換されなければならない。この意味から「スピン格子緩和」と呼ばれ、スピン系と格子系との相互作用によって起こる。
これを量子力学的に見ると、外部磁場 0 のとき縮退していたスピンエネルギー準位はt = t0 でH0 によってゼーマン分裂するが、その瞬間は各準位の占拠数は等しい。それからT1 程度の時間（スピン格子緩和時間）にフォノンを放出しながら上から下へ遷移が起こり、そのときの温度と磁場の大きさで決まるボルツマン分布の状態に落ち着く。下の準位のほうが上の準位より占拠数が増えるということは磁荷の分極そのものであり、古典的にはこれは磁気モーメントが歳差運動しながら磁場の方向へ分極していく経過を示していると考えても良い。このように磁場をかけても分極に遅れがあるため、交流磁場をかけると誘導される磁化は、磁場と同位相の成分と90°遅れた成分を持ち、それぞれの磁化率は周波数依存性を持つ。また電子スピン共鳴や核磁気共鳴では、吸収された電磁波のエネルギーはこの緩和によって格子という熱浴へ移動させられるので定常的に吸収を観測することが可能になる。
スピン格子緩和時間T1 は、スピン格子緩和を記述する現象論的表式
{\displaystyle {\frac {dM}{dt}}=-{\frac {M-M_{0}}{T_{1}}}}
によって定義される。一般にこの緩和はスピン-フォノン相互作用を通じて行われるが、低温ではフォノンの数が少ないため、1つのスピンが反転するときにフォノンを1つ放出する直接過程が主で、温度をT とするとT1 はT -1 に比例する。高温ではスピンはすでに多く存在するフォノンと相互作用して別のフォノンを作るというラマン過程が支配的となり、物質にもよるがT -7 あるいはT -9 に比例する。そのほか温度に対し指数関数的に変化するオーバック過程もある。核スピンの場合は直接格子に緩和せず、まず電子系に緩和するが、便宜的にこの語が使われる。
スピン格子緩和時間T1 の測定には、交流磁化率の周波数依存性、電子スピン共鳴や核磁気共鳴幅、スピンエコーの方法などがある。